# 綠油油
綠油油（日语：ヴェルデグリーン），是日本純種競賽馬匹。生涯活躍於中距離賽事，曾於2013年勝出產經賞，及後於2014年勝出美國賽馬會盃。

## 出賽前
2008年3月26日出生於北海道新冠町齊藤安行牧場，成長途中被馬主齋藤光政購入。
其後交由美浦訓練中心練馬師相澤郁訓練。

## 競賽生涯

### 2歲
2010年12月25日出戰中山競馬場2歲新馬戰，比賽初段保持於中團位置下於第三彎道突然抽出外檔加速，於第四彎道時經已取得領先。進入直路後，其繼續加速保持領先姿態，最終以1/2馬位優勢取得首勝。

### 3歲
2011年首戰為若竹賞，雖然於比賽途中一直穩定的保持於前方位置並於進入直路後逐步加速，但最終仍然未超越領放馬以第二完賽。
其後一直條件戰中打拼，但未能取得任何一勝。

### 4歲
2012年繼續出戰條件戰級別的賽事，雖然於首戰中以優秀的表現取得勝利，但其後的賽事中未能保持水準全數落敗。

### 5歲
2013年1月出戰一場條件戰時採用中段變奏的方式，進入直路後迅速加速下成功進佔領先位置，最終繼續堅守之下取得勝利。
其後繼續保持以上賽事的表現下接連勝出調布特別及常總錦標，取得三連勝下成功晉級公開賽。
稍為放草後於5月出戰新潟大賞典，為其首次出戰分級賽，但最終因於直路未能最大程度加速而以第十大敗。
完成新潟大賞典後再度進入放草狀態，並於9月出戰產經賞，賽前僅獲得第九人氣。比賽開始後，其以緩慢的速度保持自身於後方的位置，於對面直路時亦未有動作。但通過第三彎道後，騎師田邊裕信指揮其稍為加速，於通過第四彎道前後逐漸佔據中團的位置並有望空的可能。進入直路後，其繼續以優秀的反應於外檔位置加速衝出，最終跑出優秀的末腳速度下成功超越所有對手，以爆冷的姿態取得首個分級賽冠軍。
其後繼續於中長途戰線挑戰，但出戰秋季天皇賞及有馬紀念分別以第八及第十落敗。

### 6歲
2014年年初以美國賽馬會盃作為首戰，比賽初段保持於中後方位置下於最後彎道開始加速，並於直路初段開始展開衝刺。直路中段，其憑藉自身的速度成功進佔前方位置，隨即和一同衝出的成名遊戲及一早處於先頭的Sakura Ardito展開激烈的鬥爭，最終壓贏兩名對手下再度取得分級賽勝利。
其後以中山紀念作為熱身但僅獲第五，短暫休養後出戰寶塚紀念更以包尾第十二大敗。
寶塚紀念後其前往放草，但於8月2日因腹痛被送往美浦訓練中心的診所接受治疗。8月3日，診所內的獸醫為其進行開腹手術，但發現，其腸臟經已被癌細胞侵蝕並處於末期狀態，最終亦不治死亡，享年6歲。

### 詳細賽績
| 日期       | 舉辦國家 | 馬場 | 距離   | 級別 | 賽事名稱             | 負重 | 騎師     | 馬號 | 出馬 | 名次 | 時間   | 頭馬（二馬）          |
| ---------- | -------- | ---- | ------ | ---- | -------------------- | ---- | -------- | ---- | ---- | ---- | ------ | --------------------- |
| 25/12/2010 | 日本     | 中山 | 草2000 |      | 2歲新馬              | 55   | 松岡正海 | 17   | 18   | 1    | 2:06.4 | （Impresario）        |
| 25/1/2011  | 日本     | 中山 | 草1800 |      | 若竹賞               | 56   | 松岡正海 | 2    | 13   | 2    | 1:50.7 | 飛鷹雄風              |
| 20/2/2011  | 日本     | 東京 | 草1800 |      | 非洲堇賞             | 56   | 松岡正海 | 13   | 16   | 5    | 1:48.4 | Hiraboku Impact       |
| 20/3/2011  | 日本     | 阪神 | 草2000 | OP   | 若葉錦標             | 56   | 内田博幸 | 7    | 16   | 13   | 2:01.6 | Danon Mill            |
| 24/9/2011  | 日本     | 中山 | 草1600 |      | 習志野特別           | 55   | 松岡正海 | 12   | 16   | 11   | 1:34.9 | Sakura Clover         |
| 16/10/2011 | 日本     | 新潟 | 草2000 |      | 菅名岳特別           | 55   | 津村明秀 | 2    | 7    | 4    | 2:04.2 | Gold Brian            |
| 6/11/2011  | 日本     | 新潟 | 草2000 |      | 加治川特別           | 55   | 津村明秀 | 5    | 11   | 3    | 2:02.2 | Es Canar              |
| 4/2/2012   | 日本     | 東京 | 草1600 |      | 4歲以上500萬獎金以下 | 57   | 津村明秀 | 4    | 16   | 1    | 1:34.2 | （Nishino Manazashi） |
| 4/3/2012   | 日本     | 中山 | 草1800 |      | 富里特別             | 55   | 松岡正海 | 6    | 10   | 9    | 1:51.4 | Tosen Jaguar          |
| 22/4/2012  | 日本     | 東京 | 草1800 |      | 石和特別             | 57   | 津村明秀 | 5    | 9    | 9    | 1:49.8 | 利祿殊                |
| 6/10/2012  | 日本     | 東京 | 草1800 |      | 3歲以上500萬獎金以下 | 57   | 津村明秀 | 9    | 15   | 5    | 1:47.1 | 大滿月                |
| 21/10/2012 | 日本     | 東京 | 草1600 |      | 3歲以上500萬獎金以下 | 57   | 津村明秀 | 7    | 18   | 7    | 1:34.0 | Garnet Charm          |
| 11/11/2012 | 日本     | 福島 | 泥1700 |      | 3歲以上500萬獎金以下 | 57   | 津村明秀 | 11   | 15   | 12   | 1:49.3 | Shiny Dandy           |
| 12/1/2013  | 日本     | 中山 | 草2000 |      | 4歲以上500萬獎金以下 | 57   | 田邊裕信 | 15   | 16   | 1    | 2:01.8 | （Little by Little）  |
| 26/1/2013  | 日本     | 東京 | 草1800 |      | 調布特別             | 57   | 田邊裕信 | 3    | 11   | 1    | 1:47.5 | （Jongleur）          |
| 24/3/2013  | 日本     | 中山 | 草2000 |      | 常總S                | 55   | 田邊裕信 | 10   | 11   | 1    | 2:02.0 | （Jongleur）          |
| 5/5/2013   | 日本     | 新潟 | 草2000 | GIII | 新潟大賞典           | 54   | 田邊裕信 | 1    | 16   | 10   | 1:58.1 | Passion Dance         |
| 22/9/2013  | 日本     | 中山 | 草2200 | GII  | 產經賞               | 56   | 田邊裕信 | 12   | 16   | 1    | 2:12.0 | （鳴門海峽）          |
| 27/10/2013 | 日本     | 東京 | 草2000 | GI   | 秋季天皇賞           | 58   | 田邊裕信 | 17   | 17   | 8    | 1:59.3 | 一路通                |
| 22/12/2013 | 日本     | 中山 | 草2500 | GI   | 有馬紀念             | 57   | 田邊裕信 | 2    | 16   | 10   | 2:34.9 | 黃金巨匠              |
| 26/1/2014  | 日本     | 中山 | 草2200 | GII  | 美國賽馬會盃         | 57   | 田邊裕信 | 10   | 16   | 1    | 2:14.0 | （Sakura Ardito）     |
| 2/3/2014   | 日本     | 中山 | 草1800 | GII  | 中山紀念             | 57   | 田邊裕信 | 1    | 15   | 5    | 1:50.7 | 一路通                |
| 29/6/2014  | 日本     | 阪神 | 草2200 | GI   | 寶塚紀念             | 58   | 田邊裕信 | 9    | 12   | 12   | 2:16.1 | 黃金船                |

## 血統簡介
父系森林寶穴爲日本賽駒，生涯戰績優秀，曾勝出東京優駿（日本打吡）及日本盃。在乎爲愛爾蘭生產的意大利賽駒東來兵，曾勝出凱旋門大賽，退役後於日本配種，和週日寧靜及百仁時間被一同稱爲改變日本賽馬的三匹種馬。
母系Lady Derby為日本賽駒，生涯出戰十二戰全敗。外祖父特別週爲日本賽駒，生涯戰績彪炳，曾勝出1998年東京優駿（日本打吡），於1999年稱霸春秋天皇賞並於日本盃擊退衆多外敵而被稱爲「日本總大將」。

### 血統表
| 父線：Zeddaan系（Grey Sovereign系） |                                |                 |                   |
| 種馬 森林寶穴 1998年（棗色）        | 東來兵 1983年（棗色）          | Kampala         | Kalamoun          |
| 種馬 森林寶穴 1998年（棗色）        | 東來兵 1983年（棗色）          | Kampala         | State Pension     |
| 種馬 森林寶穴 1998年（棗色）        | 東來兵 1983年（棗色）          | Severn Bridge   | Hornbeam          |
| 種馬 森林寶穴 1998年（棗色）        | 東來兵 1983年（棗色）          | Severn Bridge   | Priddy Fair       |
| 種馬 森林寶穴 1998年（棗色）        | Dance Charmer 1990年（深棗色） | 雷利耶夫        | 北地舞人          |
| 種馬 森林寶穴 1998年（棗色）        | Dance Charmer 1990年（深棗色） | 雷利耶夫        | Special           |
| 種馬 森林寶穴 1998年（棗色）        | Dance Charmer 1990年（深棗色） | Skillful Joy    | Nodouble          |
| 種馬 森林寶穴 1998年（棗色）        | Dance Charmer 1990年（深棗色） | Skillful Joy    | Skillful Miss     |
| 繁殖雌馬 Lady Derby 2002年（栗色）  | 特別週 1995年（深棗色）        | 週日寧靜        | Halo              |
| 繁殖雌馬 Lady Derby 2002年（栗色）  | 特別週 1995年（深棗色）        | 週日寧靜        | Wishing Well      |
| 繁殖雌馬 Lady Derby 2002年（栗色）  | 特別週 1995年（深棗色）        | Campaign Girl   | 丸善斯基          |
| 繁殖雌馬 Lady Derby 2002年（栗色）  | 特別週 1995年（深棗色）        | Campaign Girl   | Lady Shiraoki     |
| 繁殖雌馬 Lady Derby 2002年（栗色）  | 梅雄快奔 1996年（棗色）        | Sakura Yutaka O | Tesco Boy         |
| 繁殖雌馬 Lady Derby 2002年（栗色）  | 梅雄快奔 1996年（棗色）        | Sakura Yutaka O | Angelica          |
| 繁殖雌馬 Lady Derby 2002年（栗色）  | 梅雄快奔 1996年（棗色）        | Umeno Rosa      | Northern Dictator |
| 繁殖雌馬 Lady Derby 2002年（栗色）  | 梅雄快奔 1996年（棗色）        | Umeno Rosa      | Umeno Silver      |
| 雌系：號族：1-b                     |                                |                 |                   |
| 五代內近親交配：北地舞人 4×5        |                                |                 |                   |

## 命名由來
名字中，Verde（ヴェルデ）於意大利語中，意思為綠色，Green（グリーン）則是馬主齋藤光政冠名，意思亦是綠色，香港則以「綠油油」作為翻譯。

## 外部連結
- 綠油油 netkeiba.com （页面存档备份，存于）
- 血統表 （页面存档备份，存于）